# Svatý Ivan
Svatý Ivan (zvaný korvejský, korvatský, charvátský či český, též svatý Jan Poustevník či svatý Jan Český) byl podle legendy první poustevník v Čechách, žil prý v 9. století v dnešním Svatém Janu pod Skalou. Měl být synem křesťanského vladaře Gostimysla, který zahynul roku 844 v boji s Ludvíkem Němcem, a kněžny Alžběty.

## Legenda

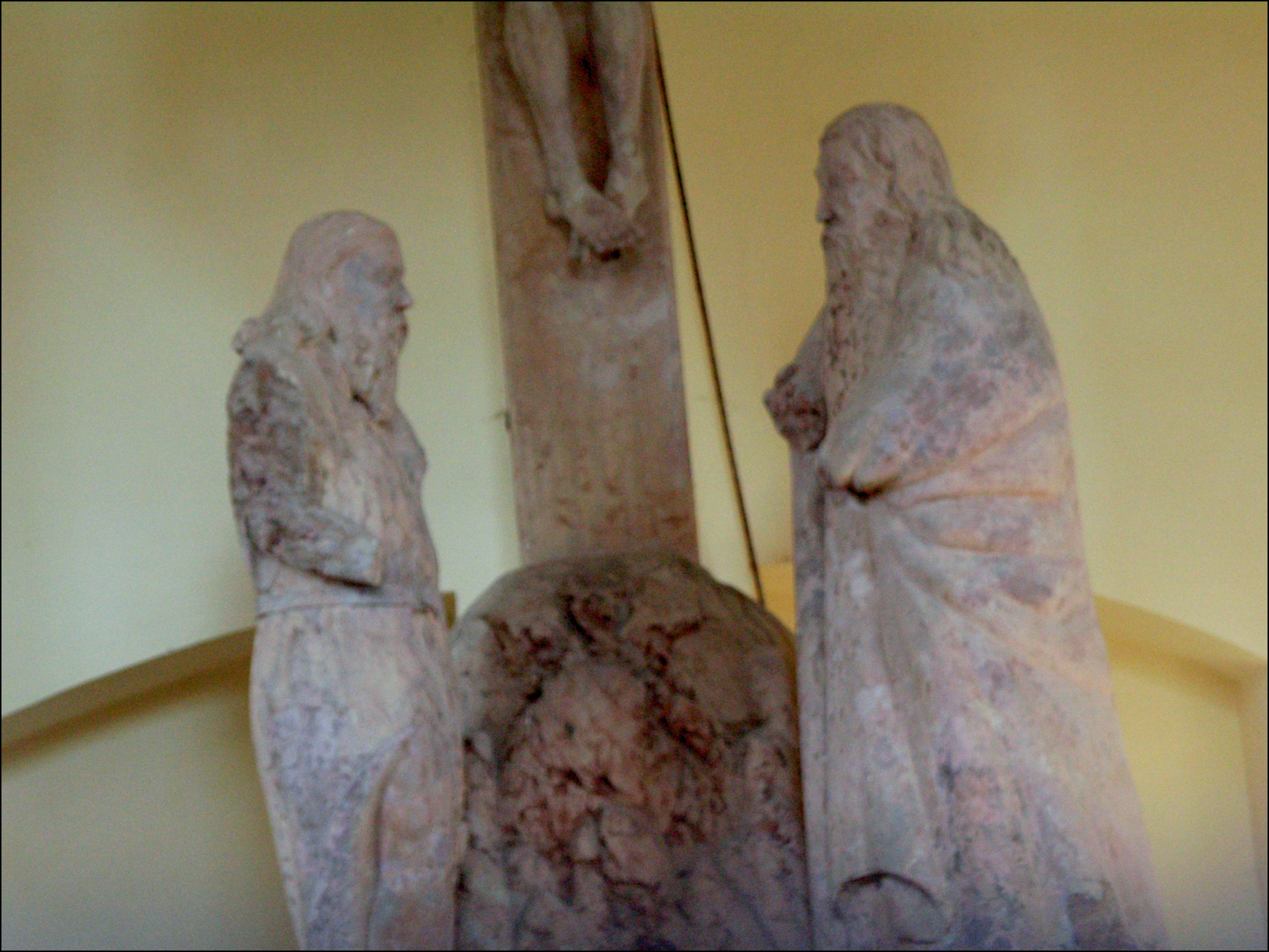
Renesanční sousoší na místě, kde podle legendy Jan Křtitel předal svatému Ivanovi kříž, bylo zhotoveno roku 1602 z červeného mramoru a je považováno za jedno z nejstarších kamenných sousoší v Čechách.

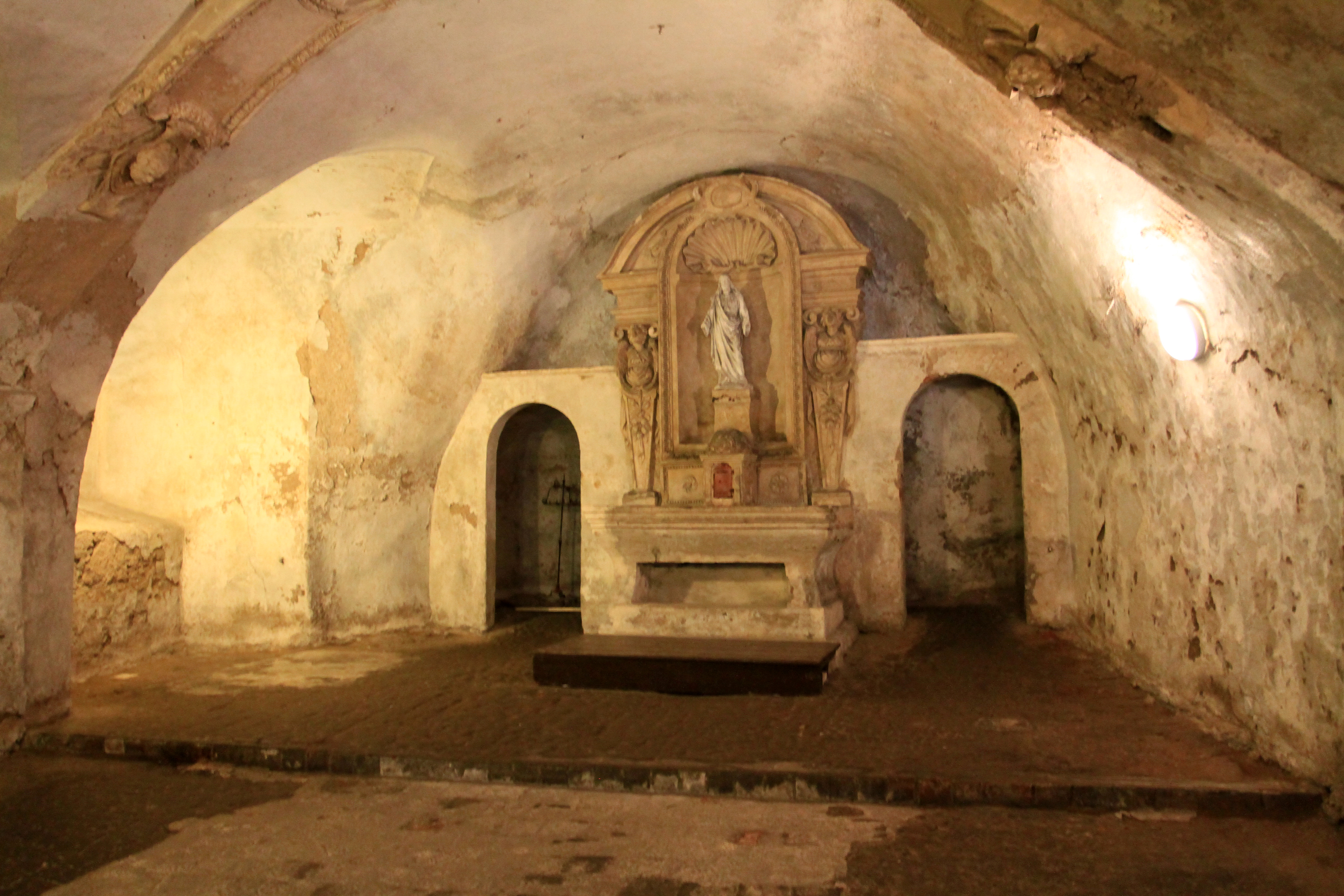
Kaple v jeskyni svatého Ivana pod klášterem ve Svatém Janu pod Skalou

Označení „kralevic charvátský“, užívané v legendách, bylo zvažováno jako označení pro jihoslovanské Chorvaty anebo pro Lužické Chorvaty, kteří v té době obývali Podkrkonoší. Profesor Josef Vašica došel k závěru, že svatý Ivan pocházel z kmene Obodritů mezi dolním tokem Labe a Lubeckou zátokou. Obodritský král Gostimysl padl roku 844 při trestném tažení Ludvíka Němce a jeho syn Ivan (tehdy v podobě Unwanus či Unvan) byl jako zajatec poslán do korvejského kláštera v Sasku. Přízvisko „korvejský“ bylo podle této teorie zkomoleno na „korvatský“ a „charvátský“. Svatý Ivan pravděpodobně také přinesl z korvejského kláštera do Čech svatovítský kult.
Podle legendy Ivan nejprve odmítl nastoupit po svém otci na královský stolec a odešel do kláštera, ale po nedlouhé době se rozhodl pro poustevnický či misionářský život. Odešel proto do Čech a usadil se, za časů knížete Neklana, v neprostupném lese v jeskyni pod skalou u pramene vody. Živil se lesními plody a mlékem ochočené lesní laně. Zde prožil v modlitbě a postu 42 let nikým nespatřen, přičemž odolal mnoha pokušením. Když už se málem rozhodl opustit poustevnický život, zjevil se mu Jan Křtitel, daroval mu k obraně před pokušením kříž a vyzval ho, ať neodchází. Když Ivana opět pokoušel běs, praštil ho Ivan křížem tak, že běs vyletěl z jeskyně a ve stropě po něm zůstala díra.

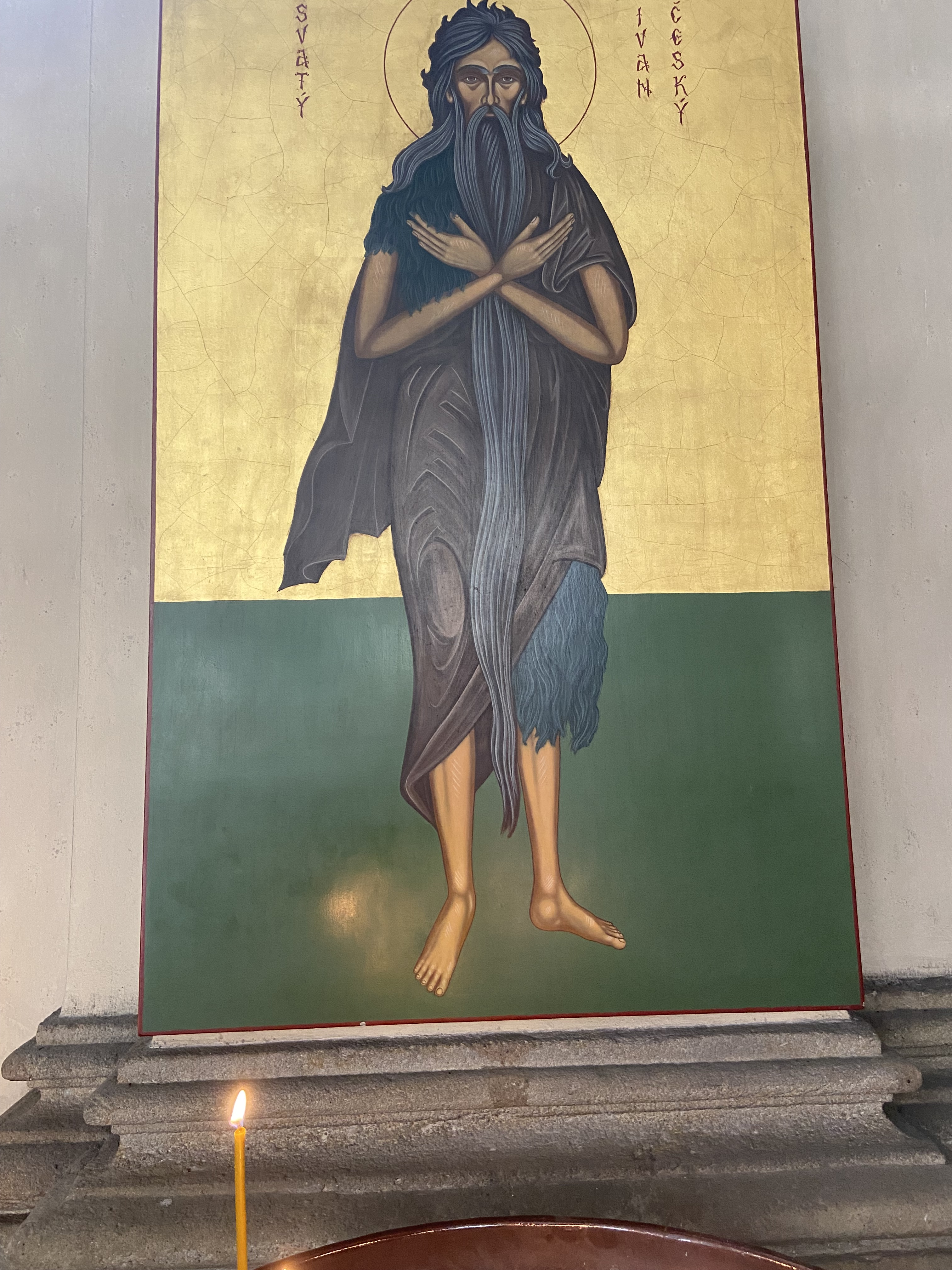
Ikona svatého Ivana Českého v pravoslavné katedrále svatých Cyrila a Metoděje

Podle legendy jednoho dne český kníže Bořivoj I. sídlící na Tetíně, na lovu stíhal raněnou laň až ke skále poblíž Ivanovy jeskyně, kde ji skolil kopím. Ze smrtelné rány místo krve vyteklo mléko v množství, jehož se kníže i jeho družina dosyta napili. Poté se vynořil poustevník Ivan, knížete oslovil jménem a zeptal se ho, proč skolil jeho laň. Poté se Bořivojovi představil. Odmítl nabídku žít na Bořivojově dvorci a místo toho si vyžádal kněze. Ivan navštívil Bořivojovo sídlo, aby se zúčastnil bohoslužby sloužené knězem Pavlem, ale kromě svatého přijímání nic jiného nejedl ani nepil a ani na koně po cestě nevsedl. Knězi Pavlovi Ivan vyprávěl o svém setkání s Janem Křtitelem, vyjádřil přání být pochován ve své jeskyni a oznámil, že v její blízkosti budou vybudovány tři kaple. Vyžádal si ještě pergamen a černidlo, jimiž sepsal, že je synem charvátského vladaře Gostimysla. Podle některých legend docházel Ivan na Tetín opakovaně a rozmlouval s Bořivojem o spáse i za účasti svaté Ludmily.
Brzy po návratu do své poustevny zesnul a byl Bořivojem se ctí pohřben. Smrt svatého Ivana je datována do období let 882–893. (Vitae Sanctorum klade jeho smrt do doby okolo roku 900.)
Podle legend byl svatý Ivan zarostlý a mohutné postavy. Antropologický průzkum kosterních ostatků nalezených v kryptě kostela určil, že pozůstatky patřily muži zralého věku, robustní postavy, trpícího pseudodnou, což by svědčilo o trvalém životu ve vlhkém jeskynním prostředí. Stáří ostatků bylo datováno do 9. až 11. století.

## Ivanský kult

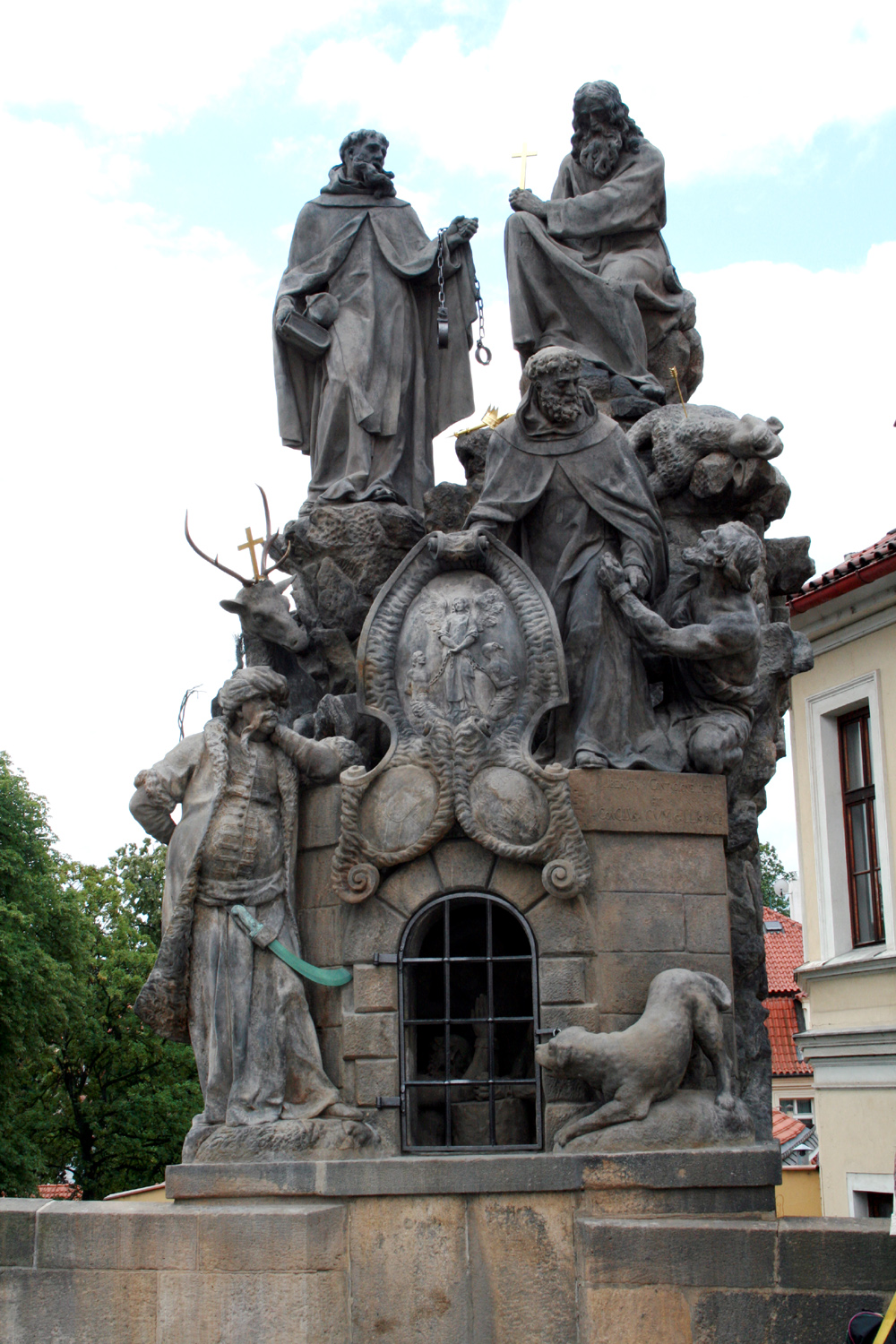
Svatý Ivan je zahrnut též v sousoší zakladatelů řádu trinitářů z roku 1714 od Ferdinanda Maxmiliána Brokoffa na Karlově mostě

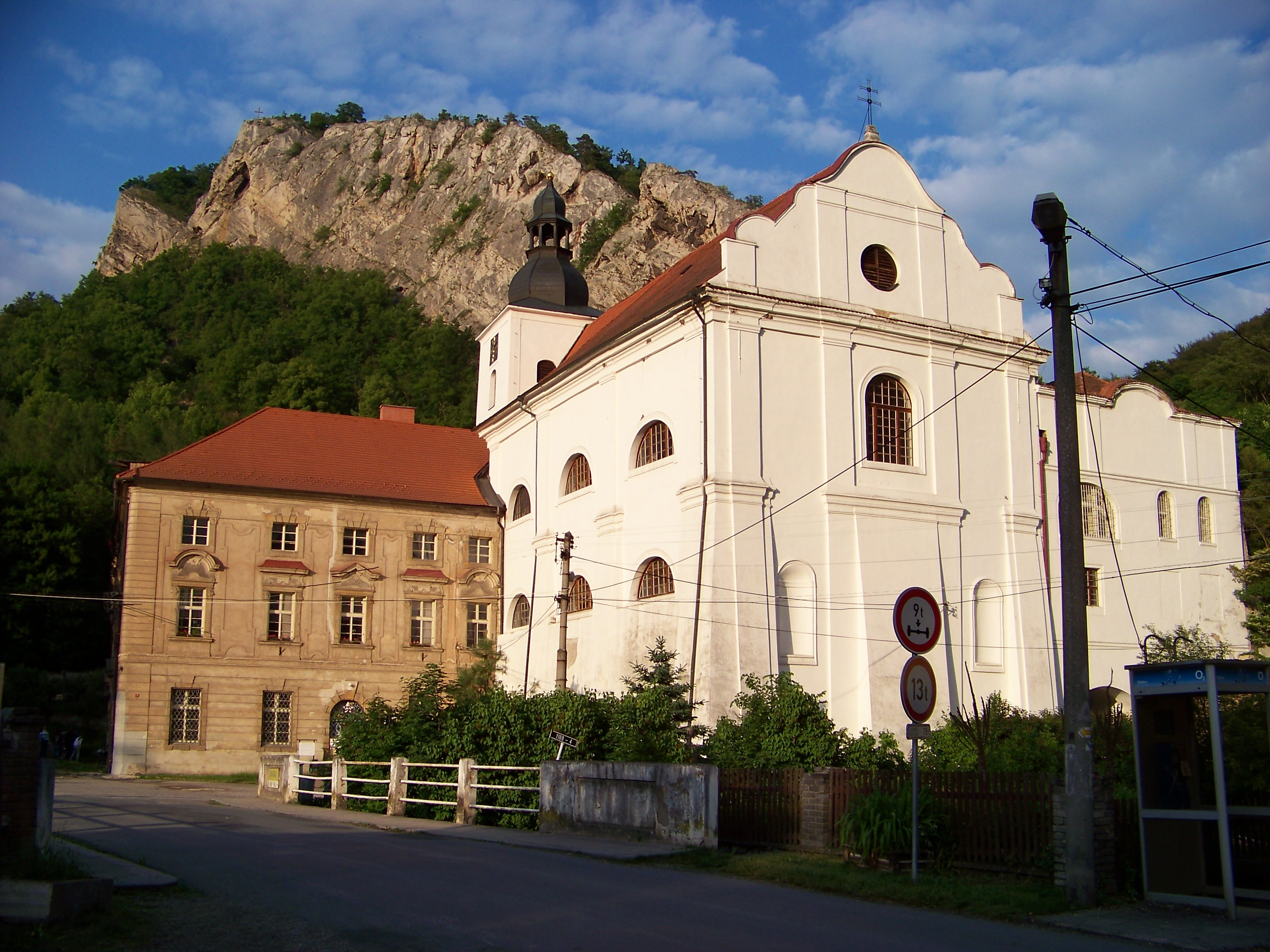
Klášter ve Svatém Janu pod Skalou

Bořivoj zde zřídil kapli svatého Jana Křtitele a ustanovil sem dva kněze. Roku 1033 Břetislav I. kapli postoupil ostrovskému klášteru. Benediktini zde zřídili proboštství a po zrušení ostrovského kláštera roku 1517 i opatství. Oldřich Zajíc z Hazmburka zde nechal postavit nový kostel. Na přelomu 16. a 17. století zde byl podle Carla Luraga a Kiliána Ignáce Dienzenhofera vystavěn nový, barokní klášterní komplex.
Nejstarší zprávy byly zničeny při opakovaném narušení klášterní knihovny, kterou v 15. století postihl rozsáhlý požár, roku 1619 stavovské povstání a roku 1634 švédská vojska. Nejstarším záznamem je nedochovaná staroslověnská legenda O poustevníku Ivanu, kraleviči korvatském, kterou dokládá pět opisů ze 17. století. Druhý dochovaný záznam je v latinském protihusitském rukopise zvaném Kapitulní legenda (původním názvem Contra hereticos) z roku 1465, který je uložen v kapitulní knihovně Pražského hradu. Roku 1541 zmiňuje legendu Václav Hájek z Libočan ve své Kronice České. I přes tato literární zpracování zůstal svatý Ivan mezi českými světci spíše okrajovou a mytickou postavou. Za pobělohorské rekatolizace jej církev využila jako světce nezatíženého církevními spory. V té době vzniklo dosud nejrozsáhlejší zpracování legendy o svatém Ivanu, barokní veršová skladba Život svatého Ivana poustevníka od Friedricha Bridela.
V den památky svatého Ivana (na svátek Narození Jana Křtitele, podle pravoslavného kalendáře 24. června, podle světského 7. července) do Svatého Jana pod Skalou konaly poutě a tradovaly zprávy o mnoha zázracích, které byly učiněny na základě proseb zdejších poutníků. Největší slávu zažily svatojanské poutě a zázraky a ivanský kult na přelomu 16. a 17. století. Po zrušení kláštera roku 1785 zájem o světce opadl, znovu pak ožil v rámci českého národního obrození, kdy se každoroční poutě staly národními manifestacemi.

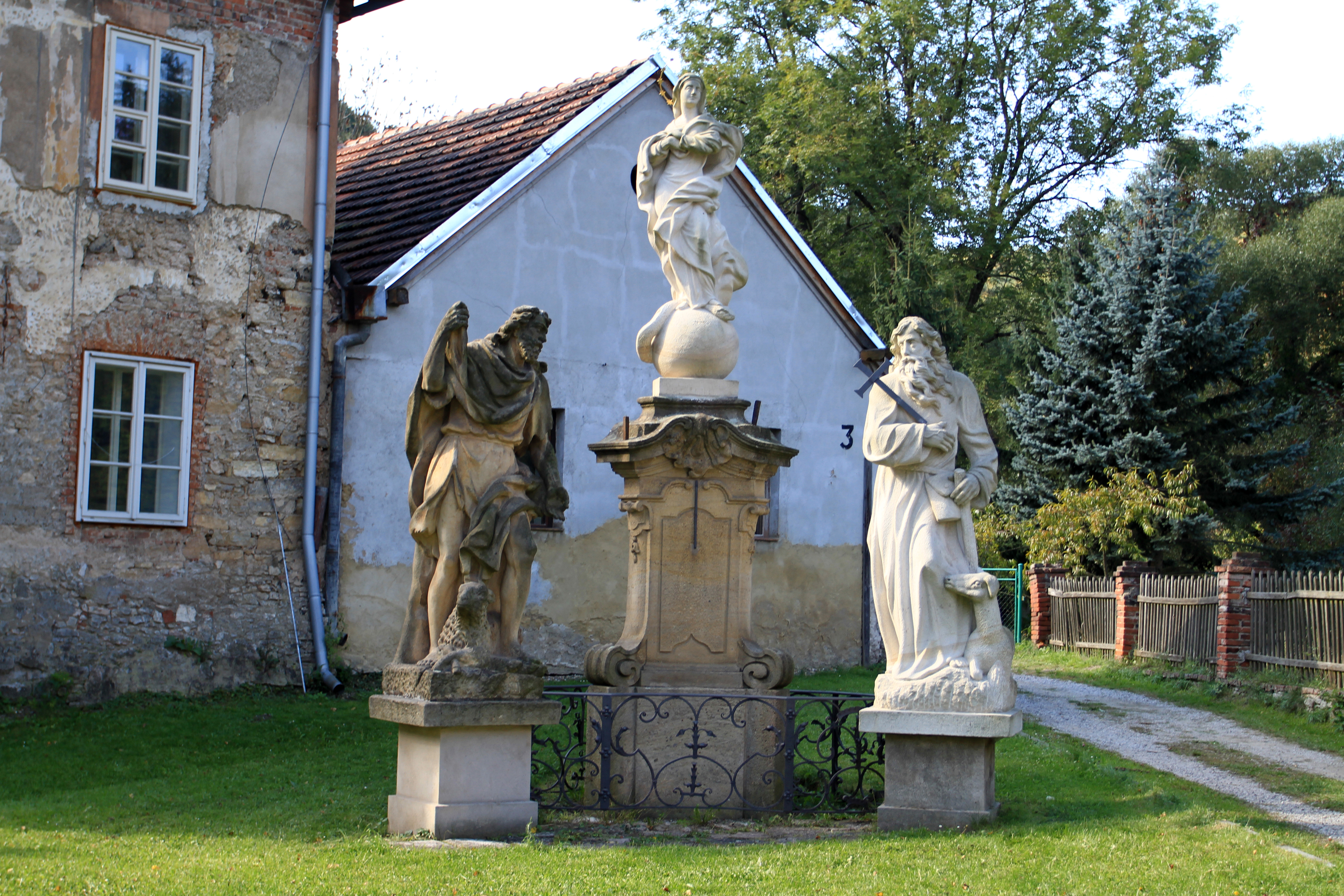
Barokní mariánské sousoší s Janem Křtitelem a svatým Ivanem z roku 1731 ve Svatém Janu pod Skalou se nedochovalo celé. Při renovaci byla chybějící socha svatého Ivana nahrazena replikou.

Roku 1732 prosadil pražský arcibiskup František Ferdinand Khünburg sjednocení dosud na církevní struktuře nezávislých poustevníků žijících po Čechách do jediného bratrstva, které dostalo řeholi dle stanov papeže Benedikta XIII. Takto vzniklé bratrstvo ivanitů pečovalo o poutní místa i kaple a jeho členové pracovali také jako kostelníci, zvoníci a hrobaři. Marie Terezie však zakázala bratrstvu přijímat nové členy a roku 1782 patent Josefa II. bratrstvo zrušil a poustevnický život zakázal.
Pravoslavná církev svatého Ivana uctívá, katolická církev k němu má rozporuplný vztah. Od nejstarších legend je označován za svatého, avšak tento status není dnes oficiálně v plném smyslu uznáván a některé významné pokusy o oficiální svatořečení uvázly na nedostatečné jistotě o Ivanově reálné existenci. Svatý Ivan oslovoval středověké svatopisce, barokní rekatolizátory i české obrozence, pro těsné sepětí s přírodou se k svatému Ivanu jako svému patronu hlásí i někteří ekologičtí aktivisté. Podle svatého Ivana je pojmenována i druh trávy – kavyl Ivanův, lidově zvaný vousy svatého Ivana.
Světec měl být zahrnut i do sousoší svatého Václava na Václavském náměstí v Praze, tam byl však nahrazen postavou blahoslavené (dnes svaté) Anežky České.